# Final do Campeonato Europeu de Futebol de 1996
A Final do Campeonato Europeu de Futebol de 1996 foi uma partida de futebol disputada no Estádio de Wembley, Londres, em 30 de Junho de 1996, para determinar o vencedor do Campeonato Europeu de Futebol de 1996. A Alemanha, que eliminou a Inglaterra na semifinal, derrotou a República Checa, que venceu a França na semifinal, por 2 a 1 no prolongamento com um golo de ouro de Oliver Bierhoff aos 95 minutos.
Este foi o primeiro Campeonato Europeu dos Checos desde a dissoloção da Checoslováquia anos antes. Ambas as equipes se classificaram para a fase eliminatória vindas do Grupo C da fase de grupos do torneio, com a Alemanha a vencer por 2-0 na partida entre ambos.

## Caminho para a final
| Grupo C  | J | V | E | D | GP | GC | SG | Pts |
| -------- | - | - | - | - | -- | -- | -- | --- |
| Alemanha | 3 | 2 | 1 | 0 | 5  | 0  | +5 | 7   |
| Tchéquia | 3 | 1 | 1 | 1 | 5  | 6  | -1 | 4   |
| Itália   | 3 | 1 | 1 | 1 | 3  | 3  | 0  | 4   |
| Rússia   | 3 | 0 | 1 | 2 | 4  | 8  | −4 | 1   |

| Grupo C  | J | V | E | D | GP | GC | SG | Pts |
| -------- | - | - | - | - | -- | -- | -- | --- |
| Alemanha | 3 | 2 | 1 | 0 | 5  | 0  | +5 | 7   |
| Tchéquia | 3 | 1 | 1 | 1 | 5  | 6  | -1 | 4   |
| Itália   | 3 | 1 | 1 | 1 | 3  | 3  | 0  | 4   |
| Rússia   | 3 | 0 | 1 | 2 | 4  | 8  | −4 | 1   |

## O jogo

### Detalhes
| 30 de junho de 1996 | Tchéquia          | 1 – 2 (a.p.) | Alemanha         | Estádio de Wembley, Londres                 |
| 19:00               | Berger 59' (g.p.) | Relatório    | Bierhoff 73' 95' | Público: 73,611 Árbitro: Pierluigi Pairetto |

| República Checa | Alemanha |

| GR             | 1  | Petr Kouba      |           |     |
| DF             | 3  | Jan Suchopárek  |           |     |
| DF             | 5  | Miroslav Kadlec |           |     |
| DF             | 15 | Michal Horňák   | 47'       |     |
| DF             | 19 | Karel Rada      |           |     |
| MC             | 4  | Pavel Nedvěd    |           |     |
| MC             | 7  | Jiří Němec      |           |     |
| MC             | 13 | Radek Bejbl     |           |     |
| MC             | 14 | Patrik Berger   | 59' (g.p) |     |
| AV             | 8  | Karel Poborský  |           | 88' |
| AV             | 9  | Pavel Kuka      |           |     |
| Substituições: |    |                 |           |     |
| FW             | 17 | Vladimír Šmicer |           | 88' |
| Seleccionador: |    |                 |           |     |
| Dušan Uhrin    |    |                 |           |     |

| GR             | 1  | Andreas Köpke    |     |     |  |         |
| DF             | 6  | Matthias Sammer  | 69' |     |  |         |
| DC             | 5  | Thomas Helmer    | 63' |     |  |         |
| DC             | 21 | Dieter Eilts     |     | 46' |  |         |
| DF             | 14 | Markus Babbel    |     |     |  |         |
| DF             | 17 | Christian Ziege  | 91' |     |  |         |
| MC             | 10 | Thomas Hässler   |     |     |  |         |
| MC             | 19 | Thomas Strunz    |     |     |  |         |
| MC             | 8  | Mehmet Scholl    |     | 69' |  |         |
| AV             | 11 | Stefan Kuntz     |     |     |  |         |
| AV             | 18 | Jürgen Klinsmann |     |     |  |         |
| Substituições: |    |                  |     |     |  |         |
| MF             | 3  | Marco Bode       |     | 46' |  |         |
| AV             | 20 | Oliver Bierhoff  |     | 69' |  | 73' 95' |
| Seleccionador: |    |                  |     |     |  |         |
| Berti Vogts    |    |                  |     |     |  |         |

| Homem do jogo: Karel Poborský (República Checa) Arbitros assistentes: Donato Nicoletti Tullio Manfredini 4º Árbitro: Marcello Nicchi | Regras do Jogo - 90 minutos. - 30 minutos de prolongamento com golo de ouro se necessário. - Penáltis se continuar empatado. - Máximo de 3 substituições. |